# Victoria-Teatern
För andra betydelser, se Victoriateatern.

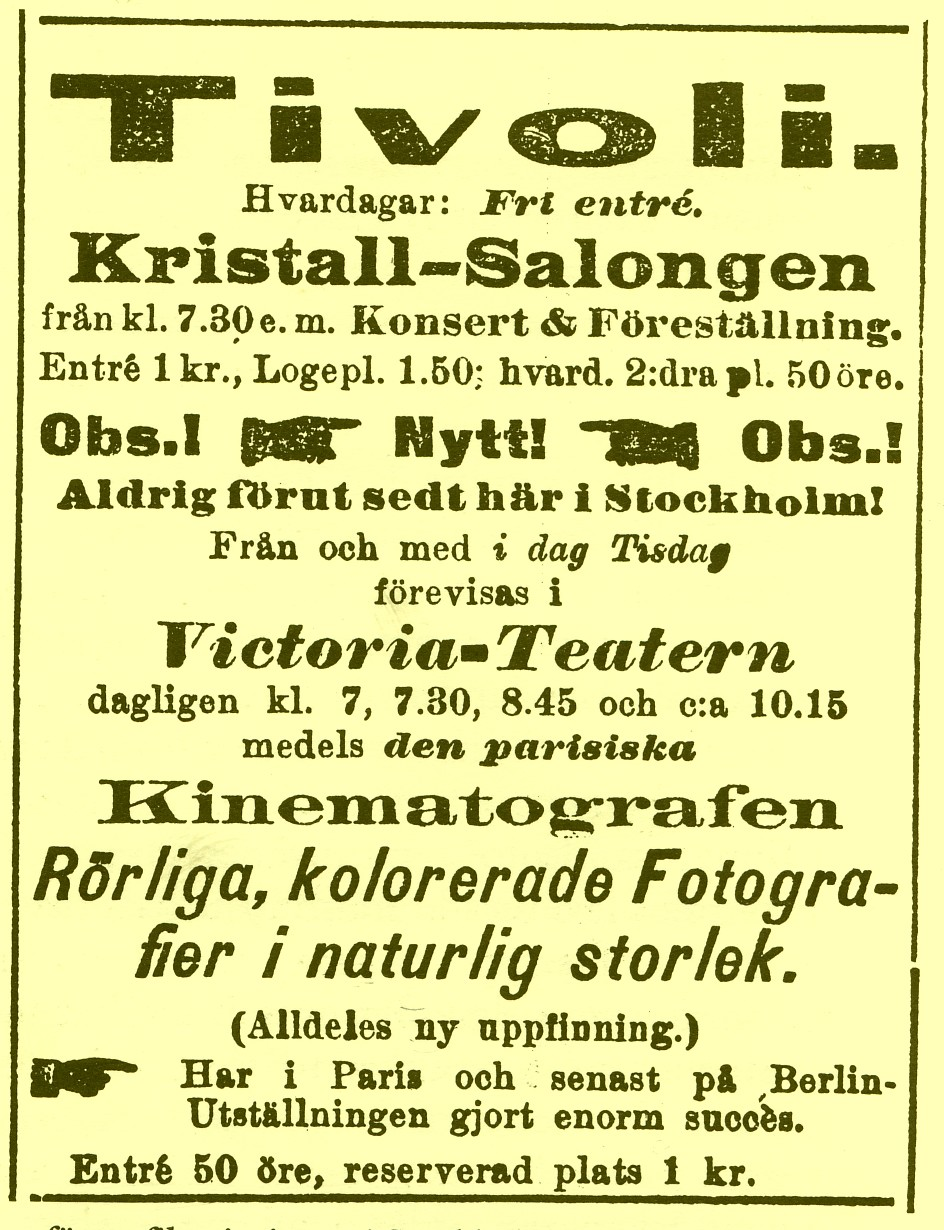
Stockholms första bioannons, Stockholms-Tidningen den 21 juli 1896, samma dag som filmen visades.

Victoria-Teatern var en friluftsteater inom Stockholms Tivoli på Djurgården i Stockholm 1881-1901. 
Tivolits egen teater låg där Spegeldammen innanför Skansens huvudentré numera finns, bakom dåvarande Alhambra. Teatern var en äldre liten salong och lokalen blev ombyggd 1882, fick en stor glasveranda och gavs namnet Victoria-Teatern, efter Sveriges nya kronprinsessa Victoria av Baden.
När Kristallsalongen öppnades i närheten år 1892 ändrades namnet istället till Victoriasalongen. 
I slutet av 1890-talet då Kristallsalongen överläts till Anna Hofman-Uddgren gav hon även teaterföreställningar här. Båda dessa teatrar blev stora succéer under de närmaste 20 åren.
År 1901 upphörde Tivolit och uppgick istället i friluftsmuseet Skansen som hade brett ut sig på området. 

## Första filmförevisningarna i Stockholm
Den 21 juli 1896 visade en fransk fotograf Lumièrs Kinematograf med Rörliga kolorerade Fotografier i naturlig storlek i Stockholm. Föreställningen ägde rum på Victoria-Teatern och Kristall-Salongen. 